# Carlo Rovelli
Pour les articles homonymes, voir Rovelli.
Cet article possède un paronyme, voir Carlo Revelli.
Carlo Rovelli (né le 3 mai 1956 à Vérone) est un physicien théoricien et philosophe des sciences italien vivant à Marseille. Il est l'un des fondateurs  de la gravité quantique à boucles (loop quantum gravity).
En philosophie des sciences, il s’est en particulier occupé du rôle d'Anaximandre dans la naissance de la pensée scientifique, de la physique d'Aristote, et des relations entre philosophie et sciences.
Il est l'auteur de plusieurs livres de vulgarisation scientifique, dont Sept brèves leçons de physique, succès international de librairie, qui a été traduit en 41 langues et vendu à plus d'un million d'exemplaires. Dans L'Ordre du temps, il livre ses découvertes et réflexions sur le temps, domaine qui le passionne depuis qu'il a commencé ses études de physique.
En 2019, le magazine Foreign Policy le place dans la liste des 100 penseurs les plus influents du monde.

## Biographie
En 1972 à Paris, à l'occasion d'un regroupement organisé par l’UNESCO d'adolescents européens, Carlo Rovelli fait l'expérience du LSD, qui déclenche sa passion pour la physique.
Il obtient un doctorat en physique de l'université de Padoue en Italie en 1986.
Il travaille en Italie, aux États-Unis et en France. En 2007, il devient professeur à l'université d'Aix-Marseille et dirige l'équipe de gravité quantique au Centre de physique théorique sur le campus de Luminy.
Il est professeur affilié du département d'histoire et de philosophie des sciences de l'université de Pittsburgh, aux États-Unis, et membre de l'Institut universitaire de France.

## Travaux
En 1988, Carlo Rovelli et Lee Smolin présentent la gravitation quantique à boucles. En 1995, ils obtiennent une base explicite des états de la gravité quantique fondée sur les réseaux de spin de Roger Penrose, et ont montré que la théorie prédit que surface et volume sont quantifiés. Ce résultat suggère l'existence d'une structure discrète de l'espace à très petite échelle.
En 1994, il propose une interprétation relationnelle de la mécanique quantique, basée sur l'idée que tous les états quantiques dépendent de l'observateur.
Avec Alain Connes, il formule un modèle covariant de la théorie quantique des champs, basé sur l'hypothèse du « temps thermique ». Selon cette hypothèse, le temps n'existe pas dans la théorie fondamentale, mais émerge seulement dans un contexte thermodynamique ou statistique. De plus, l'écoulement du temps serait une illusion due à une connaissance incomplète.
Rovelli a aussi travaillé sur l'histoire et la philosophie de la science. Il a écrit un livre sur le philosophe grec Anaximandre, qui a été publié en France en juin 2009.

## Distinctions
- 1995 : prix Xanthopoulos de la Société Internationale pour la Relativité Générale et la Gravité, « pour ses contributions exceptionnelles à la théorie de la gravité »[6].
- Laurea Honoris Causa, Universitad de San Martin à Buenos Aires[7].
- Membre Senior de l'Institut universitaire de France (IUF).
- Professeur honoraire de l’université normale de Pékin.
- Membre de l'Académie Internationale de Philosophie des Sciences.
- Membre honoraire de l'Accademia di Scienze Arti e Lettere di Verona.
- 2009 : premier prix community, de la compétition sur La Nature du Temps, par le Foundational Questions Institute (FQXi).
- 2014 : Premio Letterario Merck pour le livre Par-delà le visible : La Réalité du monde physique et la Gravité quantique.
- 2015 : Prix Pagine di scienza di Rosignano pour le livre Par-delà le visible : La Réalité du monde physique et la Gravité quantique[8].
- 2015 : prix Alassio centolibri per l’informazione culturale[9]
- 2015 : prix Larderello[10].
- 2015 : prix Galilée pour le livre Par-delà le visible : La Réalité du monde physique et la Gravité quantique.

## Publications

### Ouvrages originaux
- Quantum Gravity, Cambridge University Press, 2004  (ISBN 0-521-83733-2).
- Fatti nostri, Bertani editore, 1977, (ri-edito Rimini, Nda Press, 2007)  (ISBN 978-88-89035-17-7).
- Che cos'è il tempo? Che cos'è lo spazio?, Di Renzo Editore, 2006  (ISBN 88-8323-082-5).
- Che cos'è la scienza. La rivoluzione di Anassimandro, Mondadori Università, 2011  (ISBN 978-88-6184-075-1).
- Covariant Loop Quantum Gravity: An Elementary Introduction to Quantum Gravity and Spinfoam Theory, Cambridge University Press, 2014  (ISBN 978-1107069626).
- La realtà non è come ci appare - La struttura elementare delle cose, Raffaello Cortina Editore, 2014  (ISBN 978-88-6030-641-8).
- Sette brevi lezioni di fisica, Adelphi, 2014  (ISBN 978-88-459-2925-0).
- L'ordine del tempo, Adelphi, 2018  (ISBN 978-8845931925).
- Helgoland, Adelphi, 2020,  (ISBN 8845935051).
- White holes, Penguin, 2023

### Traductions en français
- Qu'est-ce que le temps ? Qu'est-ce que l'espace ? [« Che cos'è il tempo? Che cos'è lo spazio? »], Bernard Gilson éditeur, 2006, 117 p. (ISBN 978-2-87269-159-3)
  - version augmentée et révisée : Et si le temps n'existait pas ? : un peu de science subversive [« Che cos'è il tempo? Che cos'è lo spazio? »]  (trad. de l'italien), Paris, Dunod, 2014, 180 p. (ISBN 978-2-10-071677-7)
- Anaximandre de Milet : ou la naissance de la pensée scientifique [« Che cos'è la scienza. La rivoluzione di Anassimandro »]  (trad. de l'italien), Paris, Dunod, 2009, 192 p. (ISBN 978-2-10-052939-1)
- Temps et espace : De l'Antiquité à nos jours, Paris, De Vive Voix, 2007 (ISBN 978-2-84684-074-3), CD et livre numérique
- Par-delà le visible : La Réalité du monde physique et la Gravité quantique [« La realtà non è come ci appare - La struttura elementare delle cose »]  (trad. de l'italien), Paris, Odile Jacob, 2015, 259 p. (ISBN 978-2-7381-3215-4)
- Sept brèves leçons de physique [« Sette brevi lezioni di fisica »]  (trad. de l'italien), Paris, Odile Jacob, 2015, 96 p. (ISBN 978-2-7381-3312-0), traduit de l'italien par Patrick Vighetti
- L'Ordre du temps [« L'ordine del tempo »]  (trad. de l'italien), Paris, Flammarion, 2018, 279 p. (ISBN 978-2-08-140920-0), traduit de l'italien par Sophie Lem
- Écrits vagabonds, Paris, Flammarion, 2019, 343 p., traduit de l'italien par Sophie Lem.
- Helgoland. Le sens de la mécanique quantique, Paris, Flammarion, 2021, 272 p.,  (ISBN 9782081522077), traduit de l'italien par Sophie Lem.

### Principaux articles scientifiques
- C Rovelli, L Smolin: "Discreteness of Area and Volume in Quantum Gravity", Nuclear Physics B 442, 593 (1995).
- C Rovelli, L Smolin: "Loop space representation for quantum general relativity", Nuclear Physics B331, 80 (1990).
- C Rovelli, L Smolin: "Spin Networks and Quantum Gravity", Physical Review D 53, 5743 (1995).
- C Rovelli: "Relational Quantum Mechanics", International Journal of Theoretical Physics 35, 1637 (1996).
- C Rovelli Loop Quantum Gravity Living Rev.Rel. 1 (1998) 1.
- A Connes, C Rovelli, Von Neumann algebra automorphisms and time-thermodynamics relation in general covariant quantum theories, Classical and Quantum Gravity, 11, 2899 (1994).
- M Reisenberger, C Rovelli: "Sum over Surfaces Form of Loop Quantum Gravity", Physical Review D56, 3490 (1997).
- C Rovelli "Time In Quantum Gravity: Physics Beyond The Schrodinger Regime" Physical Review D43, 442, (1991).
- J Engle, E Livine, R Pereira, C Rovelli, "LQG vertex with finite Immirzi parameter", Nuclear Physics B799, 136 (2008).